# Ctenochromis benthicola
Ctenochromis benthicola è una specie di pesci della famiglia dei ciclidi. Risiede nel Lago Tanganica, lungo le costiere appartenenti al Burundi, alla Repubblica Democratica del Congo, alla Tanzania, e allo Zambia. Il suo habitat preferito sono i recessi nascosti delle grotte in acque basse.
La specie è stata descritta nel 1962. Inserita al momento della scoperta nel genere Haplochromis, un taxon "spazzatura" per i ciclidi Haplochromini, fu in seguito spostata al genere Ctenochromis, ma differisce in alcuni aspetti dagli altri pesci collocati in questo genere. Di conseguenza, è stata proposta la sua collocazione separata in un genere monospecifico Trematochromis, nome stabilito nel 1987 quando "C." benthicola fu erroneamente descritta una seconda volta.